# Большая оранжерея (Петергоф)
Большая оранжерея — памятник архитектуры. Расположен в Петергофе, в восточной части Нижнего парка.

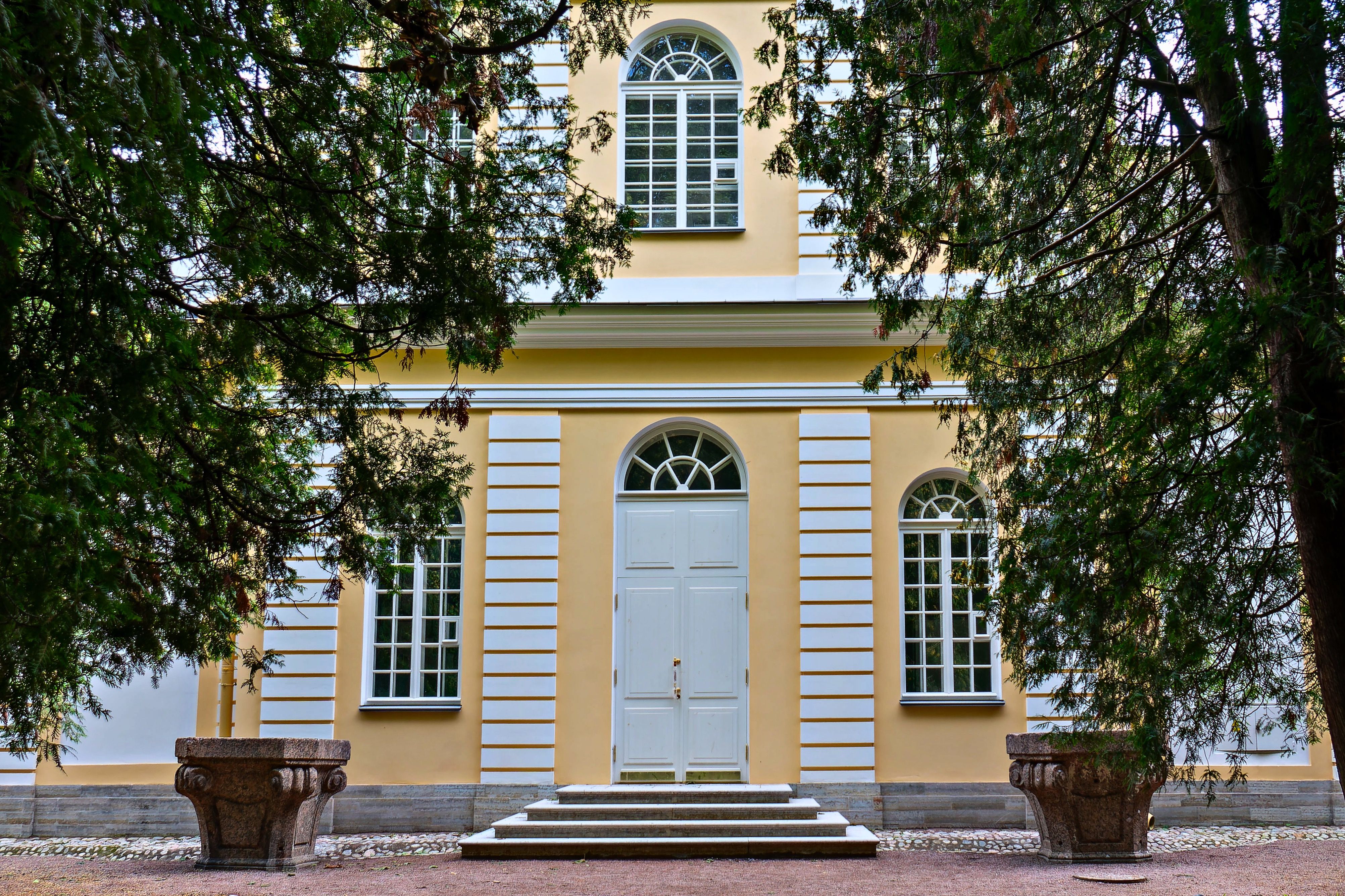
Северный фасад с пустыми постаментами

Здание предназначалось для выращивания экзотических растений и зимовки горшечных растений, которые летом украшали фонтаны, гроты, дворцы и партеры. Здание строилось с весны 1722 года по 1725 год по проекту, предположительно, Н. Микетти, строительством руководили И.-Ф. Браунштейн (по другим данным, он и был автором проекта) и М. Г. Земцов.
К вероятным прототипам здания относится Померанцевая оранжерея в берлинском Люстгартене и оранжерея голландского ансамбля Зоргфлит.
Последним этапом строительства было покрытие крыши листовым железом с уральских заводов Демидовых.
Здание в плане полуциркульное. Несмотря на хозяйственное назначение, сравнимо по оформлению с дворцами петровского времени. Средняя часть здания повышена, от неё идут галереи к люстгаузам. На южном фасаде сделан ряд полуциркульных окон, между которыми расположены пилястры дорического ордера. Второй этаж центральной части украшен пилястрами композитного ордера. На фасадах боковых павильонов сделаны ниши. Кровля обрамлена балюстрадами, на них стоят большие вазы; другие вазы использованы для украшения наличников мансардных окон (всего использовано 112 ваз трёх видов и размеров). На северном фасаде окон почти нет, стена декорирована только рустованными лопатками.
В 1769—1770 годах здание было расширено по проекту И. Яковлева — были пристроены боковые крылья со стенами, сплошь застеклёнными с юга.
Одновременно с проектированием здания был задуман полуциркульный каменный погреб на склоне горы рядом с Оранжереей. Его построили к сентябрю 1725 года, внешне он выглядел как садовый грот. В 1728—1729 году его облицевали туфом, на кровле поставили балюстраду. К 1814 году погреб обветшал и разрушился, его разобрали, а выемку на его месте засыпали.
В XIX веке в Английском парке построили новые оранжереи, количество растений, хранившихся в Парадной оранжерее, уменьшилось.
Во время Великой Отечественной войны здание было сожжено. В 1954 году Оранжерею восстановили по чертежам первой четверти XVIII века; архитектор реставрации — В. М. Савков. Вазы воссоздал А. Ф. Гуржий по рисункам А. И. Алымова. После реставрации в здании проводились приёмы, был ресторан, на 1964 год в нём была база однодневного отдыха. С августа 2023 года используется как культурно-выставочное пространство.
С 1930-х годов у северного фасада Оранжереи были установлены старые постаменты Больших фонтанов, а на них — мраморные сфинксы; в 2002 году сфинксы были перенесены на Никольские ворота.